# Hystrichopsylla kris
Hystrichopsylla kris är en loppart som beskrevs av Traub et Johnson 1952. Hystrichopsylla kris ingår i släktet Hystrichopsylla och familjen mullvadsloppor. Inga underarter finns listade i Catalogue of Life.